# Espagne aux Jeux olympiques d'été de 2012
L'Espagne participe aux Jeux olympiques d'été de 2012 à Londres au Royaume-Uni du 27 juillet au 12 août 2012. Il s'agit de sa 22e participation à des Jeux olympiques d'été.

## Cérémonies d'ouverture et de clôture
L'Espagne est la 172e délégation, après l'Afrique du Sud et avant le Sri Lanka, à entrer dans le stade olympique de Londres au cours du défilé des nations durant la cérémonie d'ouverture. Le porte-drapeau de la délégation est le joueur de basket-ball Pau Gasol. Initialement, la fonction revenait au tennisman Rafael Nadal, cependant une blessure l'amène à ne pas participer à cette olympiade.
Les délégations défilent mélangées lors de la cérémonie de clôture à la suite du passage de l'ensemble des porte-drapeaux des nations participantes. Le drapeau espagnol est porté cette fois-ci par le kayakiste Saúl Craviotto.

## Médaillés
| Sport                  | Discipline              | Sportifs | Performance        | Date     |
| ---------------------- | ----------------------- | --- | ------------------ | -------- |
| Médailles d'or : 4     |                         | |                    |          |
| Haltérophilie          | Moins de 75 kg femmes   | Lidia Valentin Perez | 265                | 3 août   |
| Taekwondo              | Moins de 58 kg hommes   | Joel González | 17 - 8             | 8 août   |
| Voile                  | RS:X femmes             | Marina Alabau |                    | 7 août   |
| Voile                  | Elliott 6m femmes       | Tamara Echegoyen Ángela Pumariega Sofía Toro |                    | 11 août  |
| Médaille d’argent : 10 |                         | |                    |          |
| Basket-ball            | Tournoi masculin        | Pau Gasol Rudy Fernández Sergio Rodríguez Juan Carlos Navarro José Calderón Felipe Reyes Víctor Claver Fernando San Emeterio Sergio Llull Marc Gasol Serge Ibaka Víctor Sada                                                                      | 100 - 107          | 12 août  |
| Canoë-kayak            | C1 1 000 m hommes       | David Cal | 3 min 48 s 053     | 8 août   |
| Canoë-kayak            | K1 200 m hommes         | Saúl Craviotto | 36 s 540           | 11 août  |
| Natation               | 200 m papillon femmes   | Mireia Belmonte | 2 min 05 s 25 (RN) | 1er août |
| Natation               | 800 m nage libre femmes | Mireia Belmonte | 8 min 18 s 76 (RN) | 3 août   |
| Natation synchronisée  | Duo                     | Ona Carbonell Andrea Fuentes | 96,900             | 7 août   |
| Water-polo             | Tournoi féminin         | Marta Bach Andrea Blas Ana Copado Anna Espar Laura Ester María García Godoy Laura López Lorena Miranda Ona Meseguer Matilde Ortiz Jennifer Pareja María del Pilar Peña Roser Tarragó                                                              | 5 - 8              | 9 août   |
| Taekwondo              | Moins de 49 kg femmes   | Brigitte Yagüe | 1 - 8              | 8 août   |
| Taekwondo              | Moins de 80 kg hommes   | Nicolás García | 0 - 1              | 10 août  |
| Triathlon              | Compétition masculine   | Javier Gómez | 1 h 46 min 36 s    | 7 août   |
| Médaille de bronze : 6 |                         | |                    |          |
| Athlétisme             | Saut en hauteur         | Ruth Beitia. | 2,00 m             | 11 août  |
| Canoë-kayak            | K1 femmes               | Maialen Chourraut | 106 s 87           | 2 août   |
| Canoë-kayak            | C1 200 m hommes         | Alfonso Benavides | 43,038             | 11 août  |
| Handball               | Tournoi féminin         | Jessica Alonso Vanesa Amorós Macarena Aguilar Andrea Barnó Nely Carla Alberto Mihaela Ciobanu Verónica Cuadrado Patricia Elorza Beatriz Fernández Begoña Fernández Marta López Herrero Marta Mangué Carmen Martín Silvia Navarro Elisabeth Pinedo | 31 - 29            | 11 août  |
| Lutte                  | Moins de 72 kg femmes   | Maider Unda | 1-0 / 1-0          | 9 août   |
| Natation synchronisée  | Ballet                  | Clara Basiana Alba Cabello Ona Carbonell Margalida Crespí Andrea Fuentes Thais Henríquez Paula Klamburg Irene Montrucchio Laia Pons | 193,120            | 10 août  |

## Athlétisme
Les athlètes espagnols ont jusqu'ici atteint les minima de qualification dans les épreuves d'athlétisme suivantes (pour chaque épreuve, un pays peut engager trois athlètes à condition qu'ils aient réussi chacun les minima A de qualification, un seul athlète par nation est inscrit sur la liste de départ si seuls les minima B sont réussis), :
Minima A réalisé par trois athlètes (ou plus)
- 3 000 mètres steeple hommes
- Marathon femmes
- 20 km marche femmes

Minima A réalisé par deux athlètes
- 50 km marche hommes

Minima A réalisé par un athlète
- 800 mètres hommes
- 1 500 mètres hommes
- Marathon hommes
- Lancer du disque hommes
- 20 km marche hommes
- 1 500 mètres femmes
- 100 mètres haies femmes
- Lancer du javelot femmes

Minima B réalisé par un athlète (ou plus)
- Lancer du marteau hommes
- 1 500 mètres femmes
- Saut en longueur femmes

## Badminton
| Athlète        | Compétition      | Phase de groupe        | Phase de groupe            | Phase de groupe | 8e de finale     | Quarts de finale | Demi-finales     | Finale           |
| Athlète        | Compétition      | Adversaire Score       | Adversaire Score           | Rang            | Adversaire Score | Adversaire Score | Adversaire Score | Adversaire Score |
| -------------- | ---------------- | ---------------------- | -------------------------- | --------------- | ---------------- | ---------------- | ---------------- | ---------------- |
| Pablo Abián    | Simple messieurs | Hidayata D 20-22 11-21 | Koukal V 21-17 16-21 21-16 | 2               | éliminé          | éliminé          | éliminé          | éliminé          |
| Carolina Marín | Simple dames     | LI Xr D 13-21 11-21    | Rivero V 21-17 21-7        | 2               | éliminée         | éliminée         | éliminée         | éliminée         |

## Basket-ball

### Tournoi masculin

#### Classement
| # | Équipe          | Pts | G | P | PP  | PC  | Diff | GAP |
| - | --------------- | --- | - | - | --- | --- | ---- | --- |
| 1 | Russie          | 9   | 4 | 1 | 400 | 359 | +41  | +1  |
| 2 | Brésil          | 9   | 4 | 1 | 402 | 349 | +53  | -1  |
| 3 | Espagne         | 8   | 3 | 2 | 414 | 394 | +20  | +12 |
| 4 | Australie       | 8   | 3 | 2 | 410 | 373 | +37  | -12 |
| 5 | Grande-Bretagne | 6   | 1 | 4 | 380 | 405 | -25  |     |
| 6 | Chine           | 5   | 0 | 5 | 313 | 439 | -126 |     |

| # | Équipe          | Pts | G | P | PP  | PC  | Diff | GAP |
| - | --------------- | --- | - | - | --- | --- | ---- | --- |
| 1 | Russie          | 9   | 4 | 1 | 400 | 359 | +41  | +1  |
| 2 | Brésil          | 9   | 4 | 1 | 402 | 349 | +53  | -1  |
| 3 | Espagne         | 8   | 3 | 2 | 414 | 394 | +20  | +12 |
| 4 | Australie       | 8   | 3 | 2 | 410 | 373 | +37  | -12 |
| 5 | Grande-Bretagne | 6   | 1 | 4 | 380 | 405 | -25  |     |
| 6 | Chine           | 5   | 0 | 5 | 313 | 439 | -126 |     |

|  | Qualifié pour les quarts de finale                                                                        |
|  | Pts points ; G victoires ; P défaites PP points marqués ; PC points encaissés ; Diff différence de points |

#### Matchs
| 29 juillet 2012 | Espagne | 97-81 | Chine | Basketball Arena, Londres |
| 16 h 45 CEST    |         |       |       |                           |

| 31 juillet 2012 | Australie | 70-82 | Espagne | Basketball Arena, Londres |
| 11 h 15 CEST    |           |       |         |                           |

| 2 août 2012  | Espagne | 79-78 | Grande-Bretagne | Basketball Arena, Londres |
| 20 h 00 CEST |         |       |                 |                           |

| 4 août 2012  | Russie | 77-74 | Espagne | Basketball Arena, Londres |
| 11 h 15 CEST |        |       |         |                           |

| 6 août 2012  | Espagne | 82-88 | Brésil | Basketball Arena, Londres |
| 20 h 00 CEST |         |       |        |                           |

#### Quart de finale
| 8 août 2012  | France | 59-66 | Espagne | Basketball Arena, Londres |
| 16 h 15 CEST |        |       |         |                           |

#### Demi finale
| 10 août 2012 | Russie | 59-67 | Espagne | Basketball Arena, Londres |
| 17 h 00 CEST |        |       |         |                           |

#### Finale
| 12 août 2012 | Espagne | 100-107 | États-Unis | Basketball Arena, Londres |
| 15 h 00 CEST |         |         |            |                           |

## Canoë-kayak

### Course en ligne
L'Espagne a qualifié des bateaux pour les épreuves suivantes :
- C1 - 200 mètres hommes - 1 place
- C1 - 1000 mètres hommes - 1 place
- K1 - 200 mètres femmes - 1 place

### Slalom

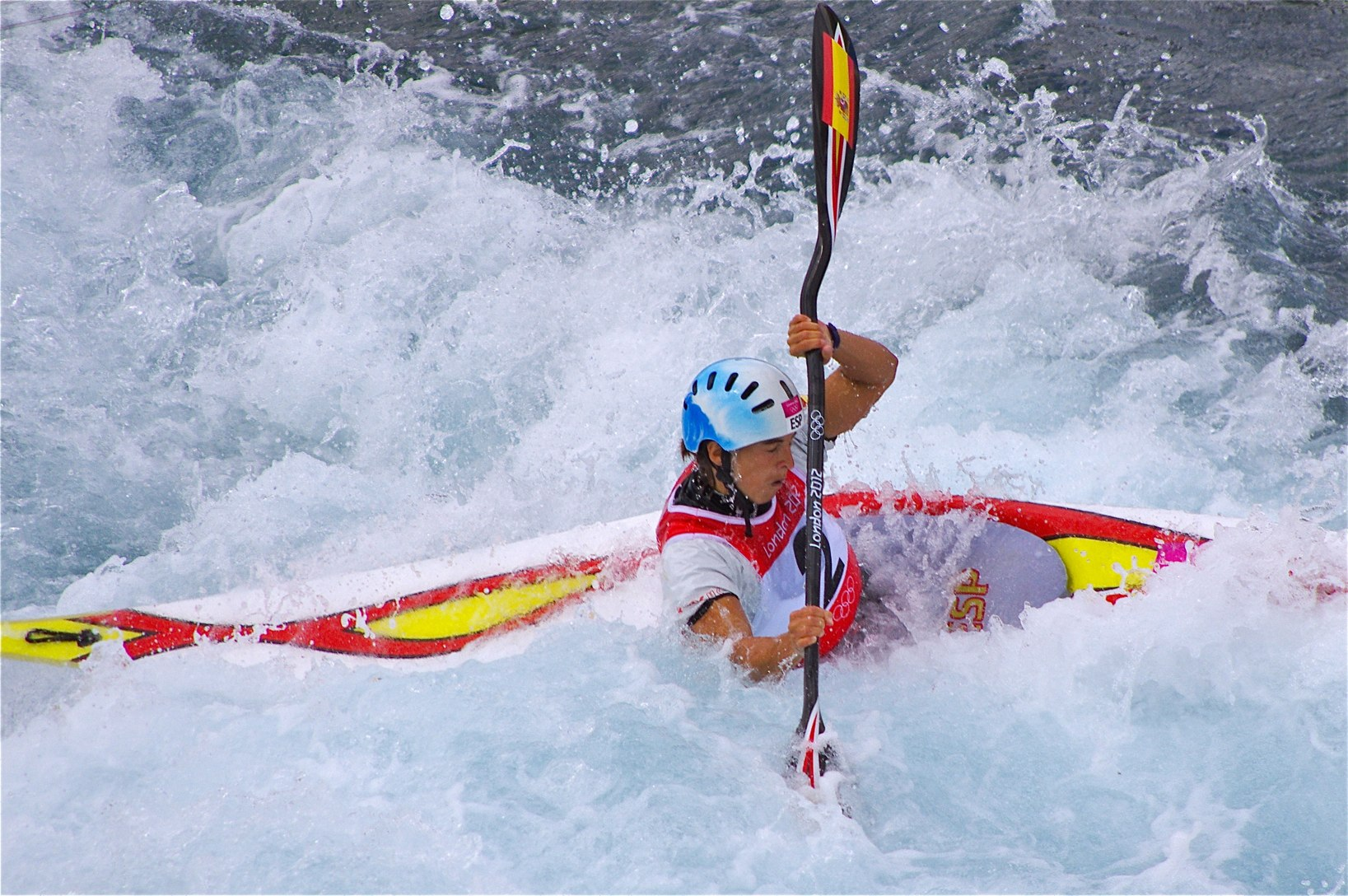
Maialen Chourraut (K1 femmes)

L'Espagne a qualifié des bateaux pour les épreuves suivantes :
- K1 hommes - 1 place
- C1 hommes - 1 place
- K1 femmes - 1 place

## Cyclisme

### Cyclisme sur route
En cyclisme sur route, l'Espagne a qualifié cinq hommes et aucune femme.
Hommes
| Athlète              | Compétition      | Temps           | Rang |
| -------------------- | ---------------- | --------------- | ---- |
| Jonathan Castroviejo | Course en ligne  | 5 h 46 min 13 s | 26e  |
| Jonathan Castroviejo | Contre-la-montre | 53 min 29 s 36  | 9e   |
| Luis León Sánchez    | Course en ligne  | 5 h 46 min 05 s | 14e  |
| Luis León Sánchez    | Contre-la-montre | 56 min 59 s 16  | 32e  |
| José Joaquín Rojas   | Course en ligne  | 5 h 46 min 37 s | 44e  |
| Alejandro Valverde   | Course en ligne  | 5 h 46 min 05 s | 18e  |
| Francisco Ventoso    | Course en ligne  | 5 h 46 min 37 s | 31e  |

### Cyclisme sur piste
Vitesse
| Athlète      | Compétition                 | Qualification | Séries                   | Quarts de finale         | Demi-finales             | Finale                   | Finale |
| Athlète      | Compétition                 | Temps Vitesse | Adversaire Temps Vitesse | Adversaire Temps Vitesse | Adversaire Temps Vitesse | Adversaire Temps Vitesse | Rang   |
| ------------ | --------------------------- | ------------- | ------------------------ | ------------------------ | ------------------------ | ------------------------ | ------ |
| Juan Peralta | Vitesse individuelle hommes |               |                          |                          |                          |                          |        |

Keirin
| Athlète         | Compétition   | 1er tour | Repêchage | 2e tour | Finale |
| Athlète         | Compétition   | Rang     | Rang      | Rang    | Rang   |
| --------------- | ------------- | -------- | --------- | ------- | ------ |
| Hodei Mazkiarán | Keirin hommes |          |           |         |        |

Poursuite
| Athlète                                                  | Compétition                  | Qualification | Qualification | Demi-finales        | Demi-finales | Finale              | Finale |
| Athlète                                                  | Compétition                  | Temps         | Rang          | Adversaire Résultat | Rang         | Adversaire Résultat | Rang   |
| -------------------------------------------------------- | ---------------------------- | ------------- | ------------- | ------------------- | ------------ | ------------------- | ------ |
| Pablo Bernal Sebastián Mora David Muntaner Albert Torres | Poursuite par équipes hommes |               |               |                     |              |                     |        |

Omnium
| Athlète         | Compétition   | Tour lancé | Tour lancé | Course aux points | Course aux points | Élimination | Poursuite           | Poursuite | Scratch | Scratch | Contre-la-montre | Contre-la-montre | Total | Rang |
| Athlète         | Compétition   | Temps      | Rang       | Points            | Rang              | Rang        | Adversaire Résultat | Temps     | Rang    | Temps   | Rang             | Rang             | Total | Rang |
| --------------- | ------------- | ---------- | ---------- | ----------------- | ----------------- | ----------- | ------------------- | --------- | ------- | ------- | ---------------- | ---------------- | ----- | ---- |
| Eloy Teruel     | Omnium hommes |            |            |                   |                   |             |                     |           |         |         |                  |                  |       |      |
| Leire Olaberría | Omnium femmes |            |            |                   |                   |             |                     |           |         |         |                  |                  |       |      |

### VTT
| Athlète              | Compétition              | Temps | Rang |
| -------------------- | ------------------------ | ----- | ---- |
| Carlos Coloma        | Cross-country VTT hommes |       |      |
| José Antonio Hermida | Cross-country VTT hommes |       |      |
| Sergio Mantecón      | Cross-country VTT hommes |       |      |

## Équitation

### Dressage
L'Espagne a qualifié une équipe de dressage ainsi que trois cavaliers pour l'épreuve individuelle de dressage grâce à sa cinquième place au championnat d'Europe 2011.
| Athlète                                                 | Cheval         | Compétition | 1er tour | 1er tour | 2e tour | 2e tour | 2e tour     | 2e tour | Finale | Finale | Finale      | Finale |
| Athlète                                                 | Cheval         | Compétition | Score    | Rang     | Score   | Rang    | Score total | Rang    | Score  | Rang   | Score total | Rang   |
| ------------------------------------------------------- | -------------- | ----------- | -------- | -------- | ------- | ------- | ----------- | ------- | ------ | ------ | ----------- | ------ |
| Morgan Barbançon                                        | Painted Black  | Individuel  |          |          |         |         |             |         |        |        |             |        |
| Beatriz Ferrer Salat                                    | Delgado        | Individuel  |          |          |         |         |             |         |        |        |             |        |
| Juan Manuel Muñoz                                       | Fuego XII      | Individuel  |          |          |         |         |             |         |        |        |             |        |
| Morgan Barbançon Beatriz Ferrer Salat Juan Manuel Muñoz | Voir ci-dessus | Par équipes |          |          |         |         |             |         |        |        |             |        |

## Football
L'équipe espagnole masculine de football s'est qualifiée en remportant la finale du championnat d'Europe de football espoirs 2011.

### Tournoi masculin
Classement
| Rang | Équipe   | Pts | J | G | N | P | Bp | Bc | Diff |
| ---- | -------- | --- | - | - | - | - | -- | -- | ---- |
| 1    | Japon    | 9   | 3 | 3 | 0 | 0 | 3  | 0  | +3   |
| 2    | Honduras | 4   | 3 | 1 | 1 | 0 | 2  | 2  | 0    |
| 3    | Maroc    | 2   | 3 | 0 | 1 | 1 | 3  | 2  | +1   |
| 4    | Espagne  | 1   | 3 | 0 | 1 | 2 | 0  | 2  | -2   |

|  | Qualifié pour le deuxième tour de la compétition.                                                                  |
|  | Pts points ; G victoires ; N match nuls ; P défaites Bp buts marqués ; Bc buts encaissés ; Diff différence de buts |

| 26 juillet 2012 | Espagne         | 0 - 1   | Japon    | Hampden Park, Glasgow |  |
| 14 h 45 CEST    | I. Martínez 41e | (0 - 1) | Otsu 34e |                       |  |
| 14 h 45 CEST    | Rapport         |         |          |                       |  |

| 29 juillet 2012 | Espagne | 0 - 1   | Honduras    | St James' Park, Newcastle |  |
| 17 h 00 CEST    |         | (0 - 1) | Bengtson 7e |                           |  |
| 17 h 00 CEST    | Rapport |         |             |                           |  |

| 1er août 2012 | Espagne | 0-0   | Maroc | Old Trafford, Manchester |  |
| 17 h 00 CEST  |         | (0-0) |       |                          |  |

## Handball
L'équipe masculine s'est qualifiée en remportant un des trois tournois de qualification olympique. L'équipe féminine s'est qualifiée par le biais d'un des trois tournois de qualification olympique.

### Tournoi masculin
Classement
| # | Équipe       | Pts | G | N | P | PP  | PC  | Diff |
| - | ------------ | --- | - | - | - | --- | --- | ---- |
| 1 | Croatie      | 10  | 5 | 0 | 0 | 150 | 109 | +41  |
| 2 | Danemark     | 8   | 4 | 0 | 1 | 124 | 129 | -5   |
| 3 | Espagne      | 6   | 3 | 0 | 2 | 140 | 126 | +14  |
| 4 | Hongrie      | 4   | 2 | 0 | 3 | 114 | 128 | -14  |
| 5 | Serbie       | 2   | 1 | 0 | 4 | 120 | 131 | -11  |
| 6 | Corée du Sud | 0   | 0 | 0 | 5 | 115 | 140 | -25  |

|  | Qualifié pour les quarts de finale                                                                             |
|  | Éliminé |
|  | Pts points ; G victoires ; N nuls ; P défaites BP buts marqués ; BC buts encaissés ; Diff différence de points |

Matchs
| 29 juillet 16 h 15 | Espagne     | 26 - 21   | Serbie | Copper Box, Londres Affluence : 4 600 Arbitrage : K. Abrahamsen, A. Kristiansen |
| 29 juillet 16 h 15 | Sarmiento 5 | (10 - 14) | Ilić 6 | Copper Box, Londres Affluence : 4 600 Arbitrage : K. Abrahamsen, A. Kristiansen |
| 29 juillet 16 h 15 | ×3 ×5       | Rapport   | ×3 ×5  | Copper Box, Londres Affluence : 4 600 Arbitrage : K. Abrahamsen, A. Kristiansen |

| 31 juillet 19 h 30 | Danemark                     | 24 - 23   | Espagne  | Copper Box, Londres Affluence : 4 368 Arbitrage : N. Krstić, P. Ljubič |
| 31 juillet 19 h 30 | Maqueda, Sarmiento, Ugalde 4 | (13 - 12) | Hansen 8 | Copper Box, Londres Affluence : 4 368 Arbitrage : N. Krstić, P. Ljubič |
| 31 juillet 19 h 30 | ×4 ×6                        | Rapport   | ×4 ×1    | Copper Box, Londres Affluence : 4 368 Arbitrage : N. Krstić, P. Ljubič |

| 2 août 9 h 30 | Espagne  | 33 - 29   | Corée du Sud | Copper Box, Londres Affluence : 4 209 Arbitrage : N. Lazaar, L. Reveret |
| 2 août 9 h 30 | Ugalde 6 | (16 - 14) | Lee 8        | Copper Box, Londres Affluence : 4 209 Arbitrage : N. Lazaar, L. Reveret |
| 2 août 9 h 30 | ×3 ×4    | Rapport   | ×2 ×8        | Copper Box, Londres Affluence : 4 209 Arbitrage : N. Lazaar, L. Reveret |

| 4 août 21 h 15 | Hongrie | 22 - 33   | ' Espagne     | Copper Box, Londres Affluence : 4 280 Arbitrage : V. Horáček, J. Novotný |
| 4 août 21 h 15 | Nagy 7  | (13 - 16) | Aguinagalde 9 | Copper Box, Londres Affluence : 4 280 Arbitrage : V. Horáček, J. Novotný |
| 4 août 21 h 15 | ×4      | Rapport   | ×3 ×4         | Copper Box, Londres Affluence : 4 280 Arbitrage : V. Horáček, J. Novotný |

| 6 août  |  | - |  | Copper Box, Londres |
| 19 h 30 |  |   |  |                     |

| 6 août 19 h 30 | Espagne             | 25 - 30   | Croatie           | Copper Box, Londres Affluence : 4 856 Arbitrage : L. Geipel, M. Helbig |
| 6 août 19 h 30 | Tomás, Entrerríos 5 | (10 - 11) | Lacković, Čupić 7 | Copper Box, Londres Affluence : 4 856 Arbitrage : L. Geipel, M. Helbig |
| 6 août 19 h 30 | ×3                  | Rapport   | ×4 ×2             | Copper Box, Londres Affluence : 4 856 Arbitrage : L. Geipel, M. Helbig |

Quart de Finale
| 8 août 14 h 30 | Espagne | 22 - 23  | France      | Basketball Arena, Londres Affluence : 8 890 Arbitrage : N. Nikolić, D. Stojković |
| 8 août 14 h 30 | Tomás 6 | (12 - 9) | Accambray 7 | Basketball Arena, Londres Affluence : 8 890 Arbitrage : N. Nikolić, D. Stojković |
| 8 août 14 h 30 | ×4 ×3   | Rapport  | ×4 ×3       | Basketball Arena, Londres Affluence : 8 890 Arbitrage : N. Nikolić, D. Stojković |

### Tournoi féminin
Classement
| # | Équipe       | Pts | G | N | P | BP  | BC  | Diff | GAP |
| - | ------------ | --- | - | - | - | --- | --- | ---- | --- |
| 1 | France       | 9   | 4 | 1 | 0 | 125 | 103 | +22  |     |
| 2 | Corée du Sud | 7   | 3 | 1 | 1 | 136 | 130 | +6   | +4  |
| 3 | Espagne      | 7   | 3 | 1 | 1 | 119 | 114 | +5   | -4  |
| 4 | Norvège      | 5   | 2 | 1 | 2 | 118 | 120 | -2   |     |
| 5 | Danemark     | 2   | 1 | 0 | 4 | 113 | 121 | -8   |     |
| 6 | Suède        | 0   | 0 | 0 | 5 | 108 | 131 | -23  |     |

|  | Qualifié pour les quarts de finale |
|  | Pts points ; G victoires ; N nuls ; P défaites BP buts marqués ; BC buts encaissés ; Diff différence de points ; GAP goal avérage particulier |

Matchs
| 28 juillet | Espagne         | 27 - 31   | Corée du Sud  | Copper Box, Londres |  |
| 11 h 15    | Carmen Martín 7 | (12 - 16) | Ryu Eun-hee 9 |                     |  |
| 11 h 15    | Rapport         |           |               |                     |  |

| 30 juillet | France           | 18 - 18  | Espagne        | Copper Box, Londres |  |
| 16 h 15    | Siraba Dembele 6 | (7 - 10) | Marta Mangué 6 |                     |  |
| 16 h 15    | Rapport          |          |                |                     |  |

| 1er août | Espagne        | 24 - 21  | Danemark             | Copper Box, Londres |  |
| 19 h 30  | Marta Mangué 7 | (14 - 9) | Ann Grete Nørgaard 7 |                     |  |
| 19 h 30  | Rapport        |          |                      |                     |  |

| 3 août  | Espagne                      | 25 - 24   | Suède              | Copper Box, Londres |  |
| 19 h 30 | Nely Alberto, Marta Mangué 6 | (11 - 10) | Hanna Fogelstrom 5 |                     |  |
| 19 h 30 | Rapport                      |           |                    |                     |  |

| 5 août  | Norvège              | 20 - 25   | Espagne                   | Copper Box, Londres |  |
| 19 h 30 | Linn Kristin Koren 6 | (11 - 11) | Jessica Alonso Bernardo 7 |                     |  |
| 19 h 30 | Rapport              |           |                           |                     |  |

Quart de Finale
| 7 août | Croatie          | 22 - 25   | Espagne            | Basketball Arena, Londres |                     |
| 14h30  | Miranda Tatari 5 | (12 - 13) | Elisabeth Pinedo 7 | Spectateurs : 4 299       | Spectateurs : 4 299 |
| 14h30  | Rapport          |           |                    | Spectateurs : 4 299       | Spectateurs : 4 299 |

Demi-Finale
| 9 août | Espagne              | 26 - 27   | Monténégro           | Basketball Arena, Londres |                     |
| 21h30  | Nely Carla Alberto 6 | (13 - 13) | Katarina Bulatović 9 | Spectateurs : 9 087       | Spectateurs : 9 087 |
| 21h30  | Rapport              |           |                      | Spectateurs : 9 087       | Spectateurs : 9 087 |

Match pour la Médaille de Bronze 
| 11 août | Corée du Sud  | 29 - 31   | Espagne                      | Basketball Arena, Londres |                     |
| 18h00   | Gwon Han-na 7 | (13 - 13) | Nely Alberto, B. Fernández 5 | Spectateurs : 9 622       | Spectateurs : 9 622 |
| 18h00   | Rapport       |           |                              | Spectateurs : 9 622       | Spectateurs : 9 622 |

## Gymnastique

### Artistique
Hommes
| Athlète                                                                           | Compétition | Appareils | Appareils | Appareils | Appareils | Appareils | Appareils | Qualification | Qualification | Appareils | Appareils | Appareils | Appareils | Appareils | Appareils | Finale | Finale |
| Athlète                                                                           | Compétition | S         | CA        | A         | SC        | BP        | BF        | Total         | Rang          | S         | CA        | A         | SC        | BP        | BF        | Total  | Rang   |
| --------------------------------------------------------------------------------- | ----------- | --------- | --------- | --------- | --------- | --------- | --------- | ------------- | ------------- | --------- | --------- | --------- | --------- | --------- | --------- | ------ | ------ |
| Isaac Botella Pérez                                                               | Individuel  |           |           |           |           |           |           |               |               |           |           |           |           |           |           |        |        |
| Javier Gómez Fuertes                                                              | Individuel  |           |           |           |           |           |           |               |               |           |           |           |           |           |           |        |        |
| Fabián González                                                                   | Individuel  |           |           |           |           |           |           |               |               |           |           |           |           |           |           |        |        |
| Rubén López                                                                       | Individuel  |           |           |           |           |           |           |               |               |           |           |           |           |           |           |        |        |
| Sergio Muñoz                                                                      | Individuel  |           |           |           |           |           |           |               |               |           |           |           |           |           |           |        |        |
| Isaac Botella Pérez Javier Gómez Fuertes Fabián González Rubén López Sergio Muñoz | Par équipes |           |           |           |           |           |           |               |               |           |           |           |           |           |           |        |        |

Femmes
| Athlète            | Compétition | Appareils | Appareils | Appareils | Appareils | Qualification | Qualification | Appareils | Appareils | Appareils | Appareils | Finale | Finale |
| Athlète            | Compétition | S         | SC        | BA        | P         | Total         | Rang          | S         | SC        | BA        | P         | Total  | Rang   |
| ------------------ | ----------- | --------- | --------- | --------- | --------- | ------------- | ------------- | --------- | --------- | --------- | --------- | ------ | ------ |
| Ana María Izurieta | Individuel  |           |           |           |           |               |               |           |           |           |           |        |        |

### Rythmique
| Athlète            | Compétition | Qualification | Qualification | Qualification | Qualification | Qualification | Qualification | Finale  | Finale | Finale | Finale | Finale | Finale |
| Athlète            | Compétition | Cerceau       | Ballon        | Massue        | Ruban         | Total         | Rang          | Cerceau | Ballon | Massue | Ruban  | Total  | Rang   |
| ------------------ | ----------- | ------------- | ------------- | ------------- | ------------- | ------------- | ------------- | ------- | ------ | ------ | ------ | ------ | ------ |
| Carolina Rodríguez | Individuel  |               |               |               |               |               |               |         |        |        |        |        |        |

| Athlète                                                                                        | Compétition | Qualification | Qualification       | Qualification | Qualification | Finale    | Finale              | Finale | Finale |
| Athlète                                                                                        | Compétition | 5 ballons     | 3 rubans 2 cerceaux | Total         | Rang          | 5 ballons | 3 rubans 2 cerceaux | Total  | Rang   |
| ---------------------------------------------------------------------------------------------- | ----------- | ------------- | ------------------- | ------------- | ------------- | --------- | ------------------- | ------ | ------ |
| Loreto Achaerandio Sandra Aguilar Elena López Lourdes Mohedano Alejandra Quereda Lidia Redondo | Par équipes |               |                     |               |               |           |                     |        |        |

## Judo
Hommes
| Athlète         | Compétition    | 1/32 de finale      | 1/16 de finale      | 1/8 de finale       | Quarts de finale    | Demi-finales        | Repêchage 1         | Repêchage 2         | Finale              | Finale |
| Athlète         | Compétition    | Adversaire Résultat | Adversaire Résultat | Adversaire Résultat | Adversaire Résultat | Adversaire Résultat | Adversaire Résultat | Adversaire Résultat | Adversaire Résultat | Rang   |
| --------------- | -------------- | ------------------- | ------------------- | ------------------- | ------------------- | ------------------- | ------------------- | ------------------- | ------------------- | ------ |
| Sugoi Uriarte   | Moins de 66 kg |                     |                     |                     |                     |                     |                     |                     |                     |        |
| Kiyoshi Uematsu | Moins de 73 kg |                     |                     |                     |                     |                     |                     |                     |                     |        |

Femmes
| Athlète             | Compétition    | 1/16 de finale      | 1/8 de finale       | Quarts de finale    | Demi-finales        | Repêchage 1         | Repêchage 2         | Finale              | Finale |
| Athlète             | Compétition    | Adversaire Résultat | Adversaire Résultat | Adversaire Résultat | Adversaire Résultat | Adversaire Résultat | Adversaire Résultat | Adversaire Résultat | Rang   |
| ------------------- | -------------- | ------------------- | ------------------- | ------------------- | ------------------- | ------------------- | ------------------- | ------------------- | ------ |
| Oiana Blanco        | Moins de 48 kg |                     |                     |                     |                     |                     |                     |                     |        |
| Ana Carrascosa      | Moins de 52 kg |                     |                     |                     |                     |                     |                     |                     |        |
| Concepción Bellorín | Moins de 57 kg |                     |                     |                     |                     |                     |                     |                     |        |
| Cecilia Blanco      | Moins de 70 kg |                     |                     |                     |                     |                     |                     |                     |        |

## Tennis de table
Hommes
| Athlète        | Compétition | Tour préliminaire | 1er tour         | 2e tour          | 3e tour          | 4e tour          | Quarts de finale | Demi-finales     | Finale           | Finale |
| Athlète        | Compétition | Adversaire Score  | Adversaire Score | Adversaire Score | Adversaire Score | Adversaire Score | Adversaire Score | Adversaire Score | Adversaire Score | Rang   |
| -------------- | ----------- | ----------------- | ---------------- | ---------------- | ---------------- | ---------------- | ---------------- | ---------------- | ---------------- | ------ |
| He Zhiwen      | Simple      |                   |                  |                  |                  |                  |                  |                  |                  |        |
| Carlos Machado | Simple      |                   |                  |                  |                  |                  |                  |                  |                  |        |

Femmes
| Athlète                               | Compétition | Tour préliminaire | 1er tour         | 2e tour          | 3e tour          | 4e tour          | Quarts de finale | Demi-finales     | Finale           | Finale |
| Athlète                               | Compétition | Adversaire Score  | Adversaire Score | Adversaire Score | Adversaire Score | Adversaire Score | Adversaire Score | Adversaire Score | Adversaire Score | Rang   |
| ------------------------------------- | ----------- | ----------------- | ---------------- | ---------------- | ---------------- | ---------------- | ---------------- | ---------------- | ---------------- | ------ |
| Sara Ramirez                          | Simple      |                   |                  |                  |                  |                  |                  |                  |                  |        |
| Yanfei Shen                           | Simple      |                   |                  |                  |                  |                  |                  |                  |                  |        |
| Galia Dvorak Sara Ramirez Yanfei Shen | Par équipes | NC                |                  | NC               | NC               | NC               |                  |                  |                  |        |

## Tir
L'Espagne a un quota de huit places qualificatives.
Hommes
| Athlète            | Compétition                  | Qualification | Qualification | Finale | Finale |
| Athlète            | Compétition                  | Points        | Rang          | Points | Rang   |
| ------------------ | ---------------------------- | ------------- | ------------- | ------ | ------ |
| Juan Jose Aramburu | Skeet                        |               |               |        |        |
| Pablo Carrera      | Pistolet à 50 m              |               |               |        |        |
| Pablo Carrera      | Pistolet à 10 m air comprimé |               |               |        |        |
| Alberto Fernandez  | Trap                         |               |               |        |        |
| Jorge Llames       | Pistolet à 25 m tir rapide   |               |               |        |        |
| Javier Lopez       | Carabine à 50 m 3 positions  |               |               |        |        |
| Javier Lopez       | Carabine à 50 m tir couché   |               |               |        |        |
| Javier Lopez       | Carabine à 10 m air comprimé |               |               |        |        |
| Jesus Serrano      | Trap                         |               |               |        |        |

Femmes
| Athlète        | Compétition                  | Qualification | Qualification | Finale | Finale |
| Athlète        | Compétition                  | Points        | Rang          | Points | Rang   |
| -------------- | ---------------------------- | ------------- | ------------- | ------ | ------ |
| Sonia Franquet | Pistolet à 25 m              |               |               |        |        |
| Sonia Franquet | Pistolet à 10 m air comprimé |               |               |        |        |
| Fátima Gálvez  | Trap                         |               |               |        |        |

## Tir à l'arc
| Athlète      | Compétition       | Tour préliminaire | Tour préliminaire | 1er tour               | 2e tour          | 3e tour          | Quarts de finale | Demi-finales     | Finale           | Finale |
| Athlète      | Compétition       | Score             | Rang              | Adversaire Score       | Adversaire Score | Adversaire Score | Adversaire Score | Adversaire Score | Adversaire Score | Rang   |
| ------------ | ----------------- | ----------------- | ----------------- | ---------------------- | ---------------- | ---------------- | ---------------- | ---------------- | ---------------- | ------ |
| Elías Cuesta | Individuel hommes | 660               | 41e               | Markiyan Ivashko D 4-6 |                  |                  |                  |                  |                  |        |
| Iria Grandal | Individuel femmes | 618               | 53e               |                        |                  |                  |                  |                  |                  |        |

## Volley-ball

### Beach-volley
| Athlète                          | Compétition      | Tour préliminaire                                                              | Classement | Rattrapage        | Huitièmes de finale | Quarts de finale  | Demi-finales      | Finale            | Finale |
| Athlète                          | Compétition      | Adversaires Score                                                              | Classement | Adversaires Score | Adversaires Score   | Adversaires Score | Adversaires Score | Adversaires Score | Rang   |
| -------------------------------- | ---------------- | ------------------------------------------------------------------------------ | ---------- | ----------------- | ------------------- | ----------------- | ----------------- | ----------------- | ------ |
| Adrián Gavira Pablo Herrera      | Tournoi masculin | Poule B Beneš – Kubala (CZE) Dalhausser – Rogers (USA) Asahi – Shiratori (JPN) |            |                   |                     |                   |                   |                   |        |
| Elsa Baquerizo Liliana Fernández | Tournoi féminin  | Poule D Keizer – van Iersel (NED) Gallay – Zonta (ARG) Kessy – Ross (USA)      |            |                   |                     |                   |                   |                   |        |